# سكوت باريت
سكوت باريت (بالإنجليزية: Scott Barrett)‏ (2 أبريل 1963 في المملكة المتحدة - ) هو لاعب كرة قدم بريطاني في مركز حراسة المرمى. لعب مع ستوك سيتي وستوكبورت كونتي وكامبريدج يونايتد وكولتشستر يونايتد ونادي غيلينغهام ونادي ليتون أورينت ووولفرهامبتون واندررز وIlkeston F.C. ‏ ونادي كينغستونيان وإيكستون تاون ‏ وغرايز أتلاتيك ‏.

## وصلات خارجية
- سكوت باريت على موقع قاعدة بيانات كرة القدم.إي يو (الإنجليزية)
- سكوت باريت على موقع Soccerbase.com (لاعب) (الإنجليزية)